# Глибиннонасосний видобуток

Схема глибинонасосної установки та глибинних насосів: а — глибинонасосна установка:
1 — всмоктувальний клапан насоса; 2 — поршневий насос;
3 — нагнітальний клапан;
4 — колона штанг; 5 — колона труб (НКТ); 6 — трійник;
7 — сальник; 8 — полірований шток; 9 — канатна підвіска;
10 — балансир; 11 — шатун;
12 — кривошип; 13 — редуктор;
14 — електродвигун;
15 — верстат-качалка;
16 — балансирний вантаж;
17 — роторний вантаж
б — двоклапанний невставний насос типу НСН-1;
в — триклапанний невставний насос типу НСН-2:
1 — нагнітальний клапан;
2 — труби; 3 — плунжер;
4 — захватний шток;
5 — уловлювач; 6 — всмоктувальний клапан; 7 — сідло
г — вставний насос типу НСВ: 1 — штанга; 2 — труби; 3 — конус; 4 — сідло;
5 — пружини; 6 — бортики; 7 — циліндр; 8 — плунжер; 9 — кожух.

Глибиннонасосний видобуток (рос.глубиннонасосная добыча, англ. deep-pumping production, нім. Tiefpumpengewinnung f) — механізований підйом рідини (як правило, нафти з попутною пластовою водою) з глибоких свердловин при експлуатації родовищ.
Для Г.в. широко застосовується штангове, електровідцентрове і гідропоршневе насосне устаткування.
Привод глибиннонасосного обладнання механічний, електричний, гідравлічний.
До 90 % всього фонду вітчизняних свердловин обладнані насосними установками.
Електровідцентрові установки забезпечують видобуток рідини в діапазоні 25-900 м³ на добу при напорі 550—1850 м.
Штангові насосні установки мають продуктивність до 20-500 м³ на добу.
Гідропоршневі насосні установки забезпечують підйом рідини об'ємом 100—1200 м³ на добу з глиб. 1500-4500 м.
Крім того, для експлуатації свердловин при наявності ускладнюючих чинників, застосовують ґвинтові, діафрагмові, вібраційні, струменеві і турбонасосні установки.
Штангова насосна установка (рис.) складається з поршневого насоса 2, верстата-качалки 15, колони штанг 4, що з'єднують плунжер (поршень) з качалкою, і колони труб (НКТ) 5, по яких відкачувана рідина піднімається на поверхню. Електродвигун 14 служить для приводу в обертання кривошипа 12, встановленого на осі редуктора 13, і далі за допомогою шатуна 11, балансира 10 створює вертикальний зворотно-поступальний рух колони штанг 4, підвішених на головці балансира за допомогою канатної підвіски 9. При ході плунжера вгору нагнітальний клапан 3 закривається, рідина над плунжером піднімається на довжину його ходу і через трійник 6 потрапляє до збірної мережі. Всмоктувальний клапан 1 насоса відкривається, і рідина із свердловини потрапляє в циліндр насоса. При русі плунжера і штанг вниз клапан 1 закривається, вплив стовпа рідини передається на труби. У цьому випадку нагнітальний клапан 3 відкривається і продукція свердловини перетікає в простір над плунжером. Далі починається новий цикл ходу плунжера вгору.
Сальник 7 призначений для герметизації гирлової арматури при зворотно-поступальному русі полірованого штока 8, що з'єднує штанги з канатною підвіскою 9. Верстат-качалка урівноважений балансирним 16 і роторним 17 вантажами, які згладжують нерівномірність навантаження верстата.